# بلدة فان بورن مقاطعة لاغرنغ (إنديانا)
بلدة فان بورن، مقاطعة لاغرنغ (بالإنجليزية: Van Buren Township, LaGrange County, Indiana)‏ هي منطقة سكنية تقع في الولايات المتحدة في مقاطعة لاغرانغ (إنديانا).  يقدر عدد سكانها بـ 3,439 نسمة  وترتفع عن سطح البحر 254 متر.